# Brusy (Libědice)
Brusy jsou bývalá vesnice v okrese Chomutov. Stávala deset kilometrů jihovýchodně od Kadaně na pravém břehu Liboce. Od čtrnáctého století byla centrem malého šlechtického panství, ale na počátku třicetileté války byla připojena k jezuitskému statku ve Velemyšlevsi. Na přelomu devatenáctého a dvacátého století došlo k propojení zástavby Brus s východněji stojícími Libědicemi. Roku 1914 byly obě vesnice sloučeny i administrativně, a Brusy tak jako samostatná vesnice zanikly.

## Název
Název vesnice je odvozen z příjmení Brus ve významu ves Brusů neboli ves Brusovy rodiny. V historických pramenech se objevuje ve tvarech: de Brussou (1378), de Brus (1384), de Bruss (1395), de Brusuov (1409), w Brußech (1543), na Brusích (1522), Brusy (1601), Prusz (1787 a 1846) a Brusz (1787).

## Historie
První písemná zmínka o vesnici pochází z roku 1350, kdy patřila Rudolfovi z Brus. Z roku 1378 pochází první zpráva o zdejší tvrzi, na které sídlil Rudolfův stejnojmenný syn. Tvrz stávala na ostrůvku v pozdějším návesním rybníce, ale později zcela zanikla. Roku 1416 vesnice patřil Bedřichovi ze Šumburka na Hasištejně. Od té doby byla část vsi hasištejnským manstvím, zatímco druhá část s tvrzí tvořila samostatný statek, který roku 1546 vlastnil Erhart Doupovec z Doupova. Majitelem Erhartova dílu byl v roce 1523 Bohuslav Válecký z Doupova, jehož syn Václav statek roku 1545 prodal Hanuši Vilémovi ze Smiřic. Ten vlastnil Brusy jen krátce, protože už roku 1547 je od něj koupil Žibřid Porten z Kuglhofu.
Dalším majitelem se stal Vilém Beřkovský ze Šebířova, který zemřel před rokem 1567 a v letech 1579–1598 Brusy vlastnil Ludvík Arnošt ze Štokova. Ludvík Arnošt byl výběrčím posudného (poplatek za prodaný sud piva) v Žateckém kraji, ale vybrané peníze ve výši několika tisíc kop grošů zpronevěřil, a císař Rudolf II. mu proto Brusy zkonfiskoval. V roce 1600 statek koupil Eliáš Schmidtgräbner z Lusteneku, který k němu připojil Vernéřov, Domašín a Potočnou. Za účast na stavovském povstání v letech 1618–1620 mu byl zkonfiskován majetek. Eliáš se ještě předtím pokusil Brusy prodat své manželce Anně Najmanové z Vintrberka, ale prodej byl zrušen a majetek zabaven. Královská komora jej roku 1622 zastavila chomutovské jezuitské koleji. Jezuité statek o šest let koupili a připojili ke svému velemyšleveskému panství. Nepotřebné panské sídlo v Brusech poté zaniklo.
Ve druhé polovině devatenáctého století se Brusy i sousední Libědice rozrůstaly, až zástavba obou vesnic splynula. Dne 28. dubna 1914 proto byly Brusy úředně zrušeny a staly se nedílnou částí Libědic.

## Přírodní poměry
Brusy stojí v Ústeckém kraji asi deset kilometrů jihovýchodně od Kadaně v katastrálním území Libědice o rozloze 11,04 km². Nachází se v jihozápadní části Žatecké pánve v geomorfologickém okrsku Čeradická plošina na levém břehu říčky Liboc. Geologické podloží zde tvoří neogenní sedimenty (písky, štěrky, jíly a podřadně uhelné sloje). Zástavba Brus stojí na rozhraní výskytu tří půdních typů. Na pravém břehu Liboce převládá černozem modální. Na levém břehu směrem k Pětipsům se vyskytuje pelozem karbonátová a směrem na východ smonice modální.

## Obyvatelstvo
|           | 1869 | 1880 | 1890 | 1900 | 1910 |
| --------- | ---- | ---- | ---- | ---- | ---- |
| Obyvatelé | 131  | 149  | 183  | 175  | 182  |
| Domy      | 27   | 27   | 29   | 32   | 30   |

## Obecní správa
Při sčítání lidu v letech 1869–1910 byla vesnice osadou obce Libědice.